# Protocol de Montreal

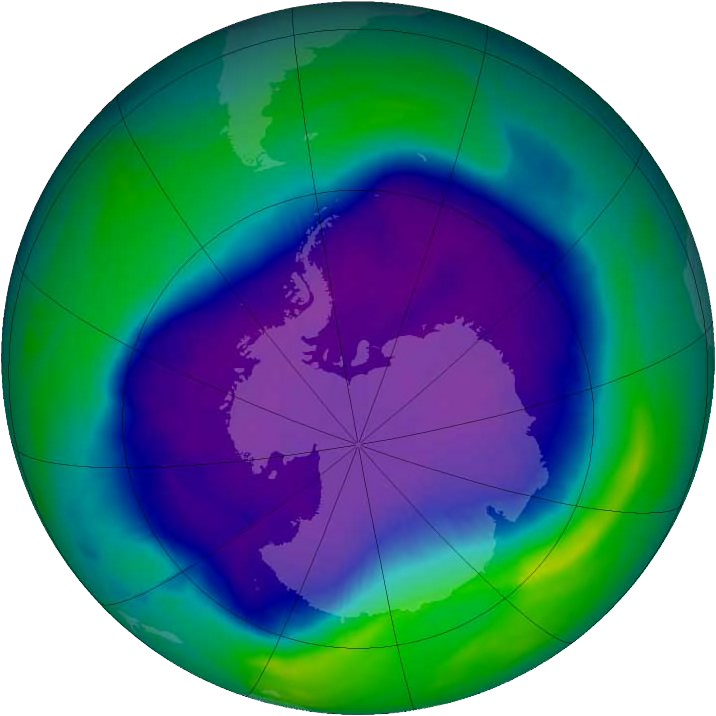
El major forat d'ozó antàrtic registrat el setembre de 2006

El Protocol de Montreal és un tractat internacional dissenyat per a protegir la capa d'ozó mitjançant la reducció de la producció i el consum de moltes substàncies que reaccionen amb l'ozó i que també es creu que són els responsables de l'esgotament de la capa d'ozó. L'acord va ser negociat el 1987 a Montreal i va entrar en vigor l'1 de gener de 1989. La primera reunió es va celebrar a Hèlsinki el maig del 1989. Des d'aleshores el document ha estat revisat diverses vegades: el 1990 (Londres), 1991 (Montevideo), el 1992 (Copenhaguen) i en 1993 (Bangkok), el 1995 (Viena), 1997 (Montreal) i 1999 (Pequín). Es creu que si tots els països assolissin els objectius marcats en el tractat, la capa d'ozó podria haver-se recuperat per a l'any 2050.

## Termes i propòsits del Tractat
El tractat enfoca l'eliminació de les emissions mundials que disminueixen els nivells d'ozó. Les substàncies que disminueixen les concentracions d'ozó són les que contenen clor i brom (ja que les que contenen fluor únicament, no afecten a la capa d'ozó). El Protocol de Montreal estableix un calendari obligatori per a l'eliminació de les substàncies que esgoten la capa d'ozó. Aquest calendari ha estat revisat amb regularitat. Cada grup de substàncies té establert un cronograma (anomenat calendari en el tractat) de reducció en la seva producción i consum fins a arribar a l'eliminació parcial.
El Protocol de Montreal es dirigeix 96 productes químics en milers d'aplicacions a través de més de 240 sectors industrials. El Protocol de Montreal també ha produït altres beneficis ambientals significatius. En particular, l'eliminació de les substàncies que esgoten la capa d'ozó retardaran 12 anys el canvi climàtic.

## Impacte

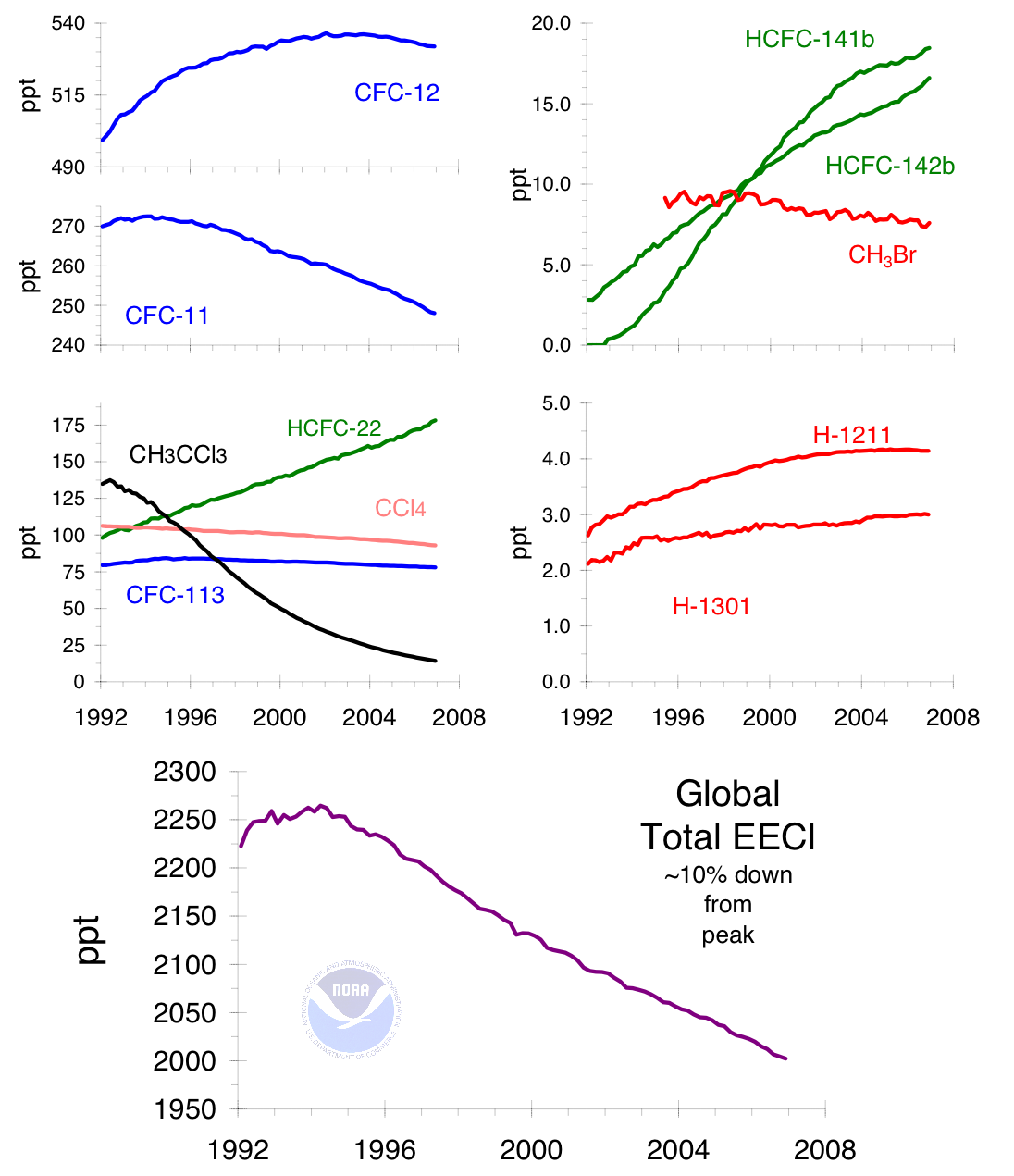
Nivells d'ozó

D'ençà que el protocol va entrar en vigor, les concentracions atmosfèriques dels clorofluorocarbonis més importants i els hidrocarburs clorats s'han estabilitzat o s'han reduït. La concentració d'halons ha continuat en augment a mesura que els halons que s'han trobat emmagatzemats en els extintors d'incendi són alliberats. Això no obstant, la taxa d'augment ha disminuït i s'espera que comenci a declinar la seva presència cap al 2020. La concentració dels HCFCs s'ha incrementat significadament, en gran part degut als múltiples usos en els que reemplacen als CFCs (per exemple, com solvents o refrigerants). Encara que hi hagi informes sobre individus que intenten evitar la prohibició per mitjà del contraban a través de països en vies de desenvolupament cap als països desenvolupats, el grau de compliment amb el protocol ha sigut enorme. Per això, el Protocol de Montreal ha sigut considerat l'acord mediambiental internacional que ha tingut més èxit del món. En un informe del 2001 la NASA descobrí que el debilitament de la capa d'ozó de sobre l'Antàrtica s'havia mantingut constant els últims tres anys Tot i això, en l'any 2003 el forat de la capa d'ozó arriba a la segona major extensió de la història. L'ultima avaluació científica (2006) sobre els efectes del Protocol de Montreal reafirma que “El Protocol de Montreal està funcionant”. Existeixen proves clares d'una disminució de substàncies que disminueixen l'ozó i alguns petits senyals d'una recuperació de l'ozó estratosfèric.
Malauradament, els hidrocarburs o (HCFCs) i els hidrofluorocarbons (HFCs) són considerats actualment com fonts antropogèniques del l'escalfament global. En l'escala internacional reconeguda en la qual la contribució d'una molècula de diòxid de carbó (CO₂) se li assigna un valor d'1. Els HCFCs arriben fins a 1000 vegades la del CO₂, això els converteix en gasos d'efecte hivernacle més forts. El Protocol de Montreal està buscant dur a terme l'eliminació dels HCFCs abans del 2030, però no imposa restriccions en els HFCs, ja que aquests no són perjudicials per a la capa d'ozó i, per tant, no entren dins la matèria del tractat. Com que els CFCs també són gasos amb un fort potencial hivernacle, la simple substitució dels HFCs pels CFCs no implica cap dany ambiental incrementat, però l'augment del seu ús i les seves aplicacions en les activitats humanes si que podria posar en perill el clima.